# Halbseide (Film)
Halbseide ist ein deutscher Stummfilm aus dem Jahre 1925 von Richard Oswald mit Bernd Aldor in der Hauptrolle. An seiner Seite sind Mary Parker, Hans Albers, Carl Beckersachs und Kurt Gerron zu sehen.

## Handlung
Irgendwo in einer „sündigen“ Großstadt der 1920er Jahre: Der Gelehrte Dr. Gonzales heiratet eine junge Frau mit schlechtem Ruf, die als liederliches Wesen gilt. Als Gonzales ihren zweifelhaften Charakter durchschaut, wendet er sich von seiner verdorbenen Gattin ab und schaut sich anderweitig um. Wieder stößt er auf eine junge Frau, die aber ebenfalls einem gesellschaftlich fragwürdigen, sprich: „halbseidenen“ Umfeld entstammt. Ihre Mutter, eine Pensionswirtin, gilt als verdorben und zutiefst unmoralisch, die beiden Schwestern sind unerzogen bzw. lüstern. Doch die Neue in Gonzales‘ Leben erweist sich trotz ihrer Herkunft als anständig, ist jedoch Abenteuern nicht abgeneigt. Für den Gelehrten ist das Lebensumfeld seiner Liebsten eine stetige Herausforderung: Gut gewandete, jedoch moralisch fragwürdige finstere Gestalten tummeln sich dort allenthalben.

## Produktionsnotizen
Halbseide besaß eine Länge von zunächst 2170 Metern, später 2112 Metern, verteilt auf sechs Akte. Der Film passierte die Zensur 5. November 1925 und wurde am 26. November 1925 in Berlins Richard-Oswald-Lichtspielen uraufgeführt. In Österreich lief Halbseide am 10. Mai 1926 um rund 13 Minuten länger an.
Heinrich C. Richter entwarf die Filmbauten.

## Kritiken
Paimann’s Filmlisten resümierte: „Das Spiel ist im allgemeinen passabel, auch Aufmachung und Photos zufrieden stellend. Das Sujet trägt oft etwas zu dick auf, verfügt aber wieder über gelungene Milieuschilderungen und recht publikumswirksame Momente, während die Regie nach ziemlicher Kontinuität in den ersten Akten später etwas an Straffheit zu wünschen übrig läßt.“
„‚Halbseide‘ unternimmt den Versuch, das großsstädische [sic] Millieu zu zeigen, welches sich hinter edlem Schein verbirgt, im Verborgenen aber moralisch verwerflich handelt.“